# 巴伦支海海战
巴伦支海海战（Battle of Barents Sea，1942年12月31日）是一场发生于巴伦支海海域，在英国和纳粹德国之间爆发的一场海战。在此次海战中，德国海军集中了1艘重巡洋舰和1艘装甲舰，试图拦截1支前往苏联的英国护航运输队。在战斗中占据数量优势的德国舰队由于指挥不力，导致运输队安全逃离，错失了一次歼灭援苏运输队的良机，此次海战的失败也直接导致了德国海军司令埃里希·雷德尔将军的辞职。

## 背景
1942年12月22日JW51B护航运输队从苏格兰埃韦湾起航。该船队由14艘运输船组成，共载有202辆坦克、2,046辆军用车、87架战斗机、33架轰炸机、11,500吨油料、12,650吨航空燃油和大约54,000吨的补给品，前往苏联科拉湾，12月25日运输队同护航编队在冰岛会合。护航编队由6艘驱逐舰、2艘小型护卫舰、1艘扫雷舰和2艘武装拖网渔船组成，指挥官为罗伯特·圣文森特·谢尔布鲁克上校，旗舰昂斯洛号驱逐舰。除此以外皇家海军还调遣了2艘轻巡洋舰和2艘驱逐舰，在罗伯特·林德塞·伯内特少将的指挥下前往巴伦支海海域待机，为运输队提供远距离掩护。
JW51B运输队离开冰岛后即向东北方向航行，12月28日至29日间船队遭遇强风，5艘运输船在掉队后同船队失去了联系，次日3艘掉队的运输船归队，另外兩艘则将独自驶往科拉湾。
12月30日U-354号潜艇发现JW51B船队，并将船队位置通报给了德国海军部，海军部立即下令奧斯卡·庫梅茲中将率领舰队从阿尔塔峡湾出航，以拦截英国运输队，行动代号“彩虹行动”（Operation Regenbogen）。德国舰队由希佩尔海军上将号重巡洋舰、吕佐夫号装甲舰和6艘驱逐舰组成，旗舰希佩尔号。库默兹中将将舰队分为两个分队，分别由希佩尔号和吕佐夫号率领。在他的计划中，希佩尔号和3艘驱逐舰将从运输队北方逼近，将护航的英国驱逐舰引诱走，同时吕佐夫号将在南方出现并歼灭失去保护的英国运输船。

## 战斗

战斗发生的地点

由于战斗发生时正值北极极夜，能见度很低，战斗是在十分混乱的状态下进行的。12月31日8时15分顽强号驱逐舰（HMS Obdurate）在船队后方（西方）发现3艘德国驱逐舰。谢尔布鲁克立即命令奥维尔号、服从号（HMS Obedient）、顽强号和昂斯洛号前往拦截，忠实号（HMS Achates）则受命在船队和德国军舰之间施放烟幕，掩护船队逃离。同时，希佩尔号从西北方向逼近船队。9时40分希佩尔号向英国舰队开火。在交火中，忠实号遭到重创，其舰长阵亡。希佩尔号又将火力转移至昂斯洛号和奥维尔号上，同时向北方撤退，试图引诱英国军舰追击。谢尔布鲁克率领兩艘驱逐舰继续监视德舰的动向，其余军舰则航向东南，保护运输队逃离战场。
由于海上能见度极低，双方的炮手均难以测出对方的准确距离，炮击命中率很低。然而昂斯洛号仍被希佩尔号发射的数枚炮弹击中，造成舰体严重损伤。谢尔布鲁克被碎片击中，被迫将指挥权交予服从号舰长D·C·金洛奇中校。希佩尔号随后遭遇布兰布尔号扫雷舰，将其击成重伤。布兰布尔号于11时左右沉没。希佩尔号又对已受重創的忠实号开火，忠实号受损严重于13时14分沉没。
11时30分罗伯特·伯内特少将率领谢菲尔德号和牙买加号巡洋舰及时赶到战场，并向希佩尔号开火。庫梅茲意识到形势突变，遂命令希佩尔号向西撤退。11时33分由于能见度很低，德国驱逐舰弗里德里希·埃科尔特号和理夏德·拜岑号误将英军的2艘巡洋舰辨认为希佩尔号和吕佐夫号，便向其靠近。英舰随即开火，埃科尔特号在两分钟内即被击中沉没。
吕佐夫号此时趁机逼近失去护航的运输队，并向其发射了87发11英寸炮弹和75发6英寸炮弹，但由于能见度极低，海面上又弥漫着英军施放的烟幕，炮弹竟无一命中。随后德英双方由于能见度低，担心对方的鱼雷攻击，均先后撤出战场。

## 后事
JW51B船队的14艘运输船均毫发未伤，安全抵达苏联科拉湾。
战斗结束后阿道夫·希特勒对海军水面舰艇的无能十分愤怒，甚至暗示要将所有的大型水面舰艇都一并拆毁。海军司令埃里希·雷德尔元帅被迫辞职，被潜艇部队指挥官卡尔·邓尼茨接替，此后大型水面舰艇几乎全部遭到搁置，希特勒将德国海军的重心完全转向了潜艇战。
英国方面，谢尔布鲁克上校因战斗中的勇敢表现获颁维多利亚十字勋章，战斗中受的伤造成他一眼失明，但他返回了现役，最终在1950年代以少将的军衔退役。